# Inhumas
Inhumas, amtlich portugiesisch Município de Inhumas, ist eine brasilianische Gemeinde und Kleinstadt im Bundesstaat Goiás. Die Bevölkerung wurde zum 1. Juli 2021 auf 53.655 Einwohner geschätzt, die Inhumenser genannt werden und auf einer Gemeindefläche von rund 614,9 km² leben.
Sie liegt westlich der brasilianischen Hauptstadt Brasília und 54 km nordwestlich von Goiânia, der Hauptstadt des Bundesstaates. Inhumas gehört zur Metropolregion Goiânia.
Weitere Ortschaften im Gemeindegebiet sind Quilombo, Santa Maria, Pedrinhas und Santa Amália.

## Geographische Lage
Inhumas grenzt an die Gemeinden:
- im Norden an Itauçu und Petrolina de Goiás
- im Osten an Damolândia und Brazabrantes
- im Süden an Goianira und Caturaí
- im Westen an Araçu

Inhumas liegt direkt an der Staatsstraße GO-070, welche in südlicher Richtung nach Goiânia zu einer doppelspurigen, richtungsgetrennten Straße ausgebaut wurde. Nördlich der Stadt zweigt in östlicher Richtung die Staatsstraße GO-222 nach Anápolis ab. 

### Hydrografie
Parallel zur GO-070 verläuft auch der Rio Meia Ponte.

### Vegetation
Das überwiegende Biom ist brasilianischer Cerrado.

## Geschichte
Ursprünglich hieß der Ort Goiabeiras und wurde durch das Stadtgesetz Nr. 80 vom 9. Januar 1913 zum Distrito de Goiabeiras des ehemaligen Munizips Curralinho, das 1924 in Itaberaí umbenannt wurde. Durch das Staatsdekret Nr. 602 vom 19. Januar 1931 erhielt der Ort Stadtrechte, wurde in Inhumas umbenannt und aus Itaberaí ausgegliedert. Die Installation erfolgte zum 19. März 1931.

## Wirtschaft
Die wichtigsten landwirtschaftlichen Erzeugnisse sind Zuckerrohr, Bohnen, Mais, Milch sowie Viehzucht (Schweine und Rinder). An industriellen Betrieben findet man eine Alkoholdestillerie und eine Molkerei.
Mineralische Vorkommen sind Sand, Kies, Ton und Nickel.

## Persönlichkeiten
- Jubal (* 1993), Fußballspieler